# Klaudiusz Hirsch
Klaudiusz Hirsch (ur. 22 lipca 1978) – polski futsalista, zawodnik z pola, trener, reprezentant Polski, były selekcjoner Reprezentacji Polski w futsalu. Obecny selekcjoner Reprezentacji Polski w minifutbolu, a także trener główny Reprezentacji Słowacji w futsalu kobiet  oraz kadr młodzieżowych U-21, U-19, U-17.
Przygodę z piłką zaczynał w Olimpii Poznań, w klubie ze stolicy Wielkopolski spędził 7 lat. Nim przeniósł się na parkiet występował jeszcze przez jeden sezon w Dyskobolii Groclin Grodzisk Wielkopolski. W 1999 roku wraz z Cezarym Pieczyńskim, założył Akademię Słowa Poznań, która w późniejszych lata została przekształcona w Akademia FC Pniewy. W klubie z Wielkopolski, jako grający trener występował do roku 2010, z roczną przerwą na grę w klubie mistrza Cypru, AGBU Ararat Nicosia. Po powrocie do Akademii, odniósł z klubem największe sukcesy, zdobywając w sezonie 2006/2007 Wicemistrzostwo Polski, w sezonie 2008/2009 zdobył brązowy medal Mistrzostw Polski oraz Puchar Polski. Karierę zawodniczą zakończył po sezonie 2009/2010, w którym zdobył tytuł Mistrza Polski w futsalu. Jako zawodnik, występował również w Akademickiej Reprezentacji Polski w futsalu. W 2002 roku podczas Akademickich Mistrzostw Świata w futsalu na Węgrzech zdobył tytuł króla strzelców, z kolei w 2006 roku jako kapitan reprezentacji zajął 4 miejsce Akademickich Mistrzostw Świata, w turnieju rozgrywanym w Poznaniu. Dwukrotnie został brązowym medalistą w klubowych Akademickich Mistrzostwach Europy w futsalu, w latach 2004 (Cypr) i 2005 (Włochy) reprezentując barwy Uniwersytetu Adama Mickiewicza.
Jako trener wraz z Akademią FC Pniewy, w sezonach 2010/2011 i 2011/2012 zdobył dwa kolejne tytuły Mistrza Polski w futsalu. Z klubem z Wielkopolski dwukrotnie występował w UEFA Futsal Cup, w sezonie 2010/2011 awansował do Elite Round czyli 16 najlepszych drużyn w Europie, natomiast w sezonie 2011/2012 zespół zakończył rozgrywki na poziomie Main Round. Po sezonie 2011/2012, Akademia FC Pniewy z powodu problemów finansowych zakończyła działalność. W latach 2010–2012 prowadził Akademicką Reprezentacje Polski w futsalu, z którą w 2010 roku na Akademickich Mistrzostwach Świata w Serbii zajął 5 miejsce, a w 2012 roku na turnieju w Portugalii- 10 miejsce. W 2012 również prowadził Reprezentację Polski w futsalu U19. Na przełomie 2012/2013 roku był selekcjonerem Reprezentacji Polski w futsalu.
Od 2013 roku, Hirsch jest selekcjonerem Reprezentacji Polski w minifutbolu (piłka nożna sześcioosobowa). W Mistrzostwach Europy w 2013 roku na Krecie zajął 7 miejsce, odpadając w ćwierćfinale, natomiast w roku 2014 na turnieju w Czarnogórze, zespół prowadzony przez Hirscha dotarł do 1/8 finału.
Największy sukces kadra prowadzona przez Klaudiusza Hirscha odniosła w roku 2018 podczas Mundialu w Lizbonie, gdzie Polacy zdobyli tytuł wicemistrzów świata, przegrywając dopiero w finale z Niemcami. Następnie kadra Hirscha obroniła wywalczony w Portugalii tytuł wicemistrzowski. Stało się to na turnieju w roku 2019, na Krecie. Polacy ponownie dotarli tam do finału imprezy, nie przegrywając meczu, ulegli dopiero w finale, Rosji 2:3.
6 maja 2014 objął stanowisko trenera w pierwszoligowej drużynie FC Toruń, z którą po sezonie 2014/2015 awansował do Futsal Ekstraklasy, przegrywając zaledwie jeden mecz ligowy i jeden remisując. Trzyletni okres pracy w Toruniu zwieńczył zdobyciem brązowego medalu w rozgrywkach Futsal Ekstraklasy, po "zwycięskim" remisie w Gliwicach z Piastem.
Od 1 lipca 2017 trener ekstraklasowej drużyny Piasta Gliwice, z którą w sezonie 2018/19 awansował do finału halowego Pucharu Polski, gdzie uległ Rekordowi Bielsko-Biała. Z klubu odszedł po zakończeniu rozgrywek 2018/19.
Od października 2021 roku jest szkoleniowcem ekstraklasowego BSF Bochnia.

## Wyróżnienia
- Wybrany przez Polska The Times Głos Wielkopolski do „10 Najlepszych Sportowców Wielkopolski 2006 roku”[14] oraz do „10 Najlepszych Sportowców dekady w Wielkopolsce”[15].